# NGC 2517
NGC 2517 je galaksija u zviježđu Krmi.

## Vanjske poveznice
- SEDS: NGC 2517